# Уайоминг (тауншип, Миннесота)
Уайоминг (англ. Wyoming) — тауншип в округе Шисаго, Миннесота, США. На 2000 год его население составило 4379 человек.

## География
По данным Бюро переписи населения США площадь тауншипа составляет 83,7 км², из которых 76,8 км² занимает суша, а 6,9 км² — вода (8,20 %).

## Демография
По данным переписи населения 2000 года здесь находились 4379 человек, 1438 домохозяйств и 1207 семей.  Плотность населения —  57,0 чел./км².  На территории тауншипа расположено 1490 построек со средней плотностью 19,4 построек на один квадратный километр. Расовый состав населения: 97,44 % белых, 0,21 % афроамериканцев, 0,30 % коренных американцев, 0,55 % азиатов, 0,32 % — других рас США и 1,19 % приходится на две или более других рас. Испанцы или латиноамериканцы любой расы составляли 1,05 % от популяции тауншипа.
Из 1438 домохозяйств в 48,2 % воспитывались дети до 18 лет, в 75,8 % проживали супружеские пары, в 4,9 % проживали незамужние женщины и в 16,0 % домохозяйств проживали несемейные люди. 11,7 % домохозяйств состояли из одного человека, при том 3,0 % из — одиноких пожилых людей старше 65 лет. Средний размер домохозяйства — 3,04, а семьи — 3,30 человека.
32,4 % населения — младше 18 лет, 6,1 % — в возрасте от 18 до 24 лет, 35,3 % — от 25 до 44, 20,6 % — от 45 до 64, и 5,7 % — старше 65 лет. Средний возраст — 34 года. На каждые 100 женщин приходилось 103,4 мужчин.  На каждые 100 женщин старше 18 приходилось 102,8 мужчин.
Средний годовой доход домохозяйства составлял 67 598 долларов, а средний годовой доход семьи —  70 313 долларов. Средний доход мужчин —  45 065  долларов, в то время как у женщин — 31 583. Доход на душу населения составил 23 204 доллара. За чертой бедности находились 1,4 % семей и 1,8 % всего населения тауншипа, из которых 1,2 % младше 18 и 7,5 % старше 65 лет.